# Mobula munkiana
Mobula munkiana é uma espécie de peixe da família Mobulidae.
Pode ser encontrada nos seguintes países: Colômbia, Costa Rica, Equador, El Salvador, Guatemala, Honduras, México, Nicarágua, Panamá e Peru.
Os seus habitats naturais são: mar costeiro e pradarias aquáticas subtidais.